# (55331) Putzi
(55331) Putzi est un astéroïde de la ceinture principale.

## Description
(55331) Putzi est un astéroïde de la ceinture principale. Il fut découvert le 21 septembre 2001 à Fountain Hills (Arizona) par Charles W. Juels et Paulo R. Holvorcem. Il présente une orbite caractérisée par un demi-grand axe de 3,12 UA, une excentricité de 0,19 et une inclinaison de 12,2° par rapport à l'écliptique.

## Compléments